# Ludovico Carbone

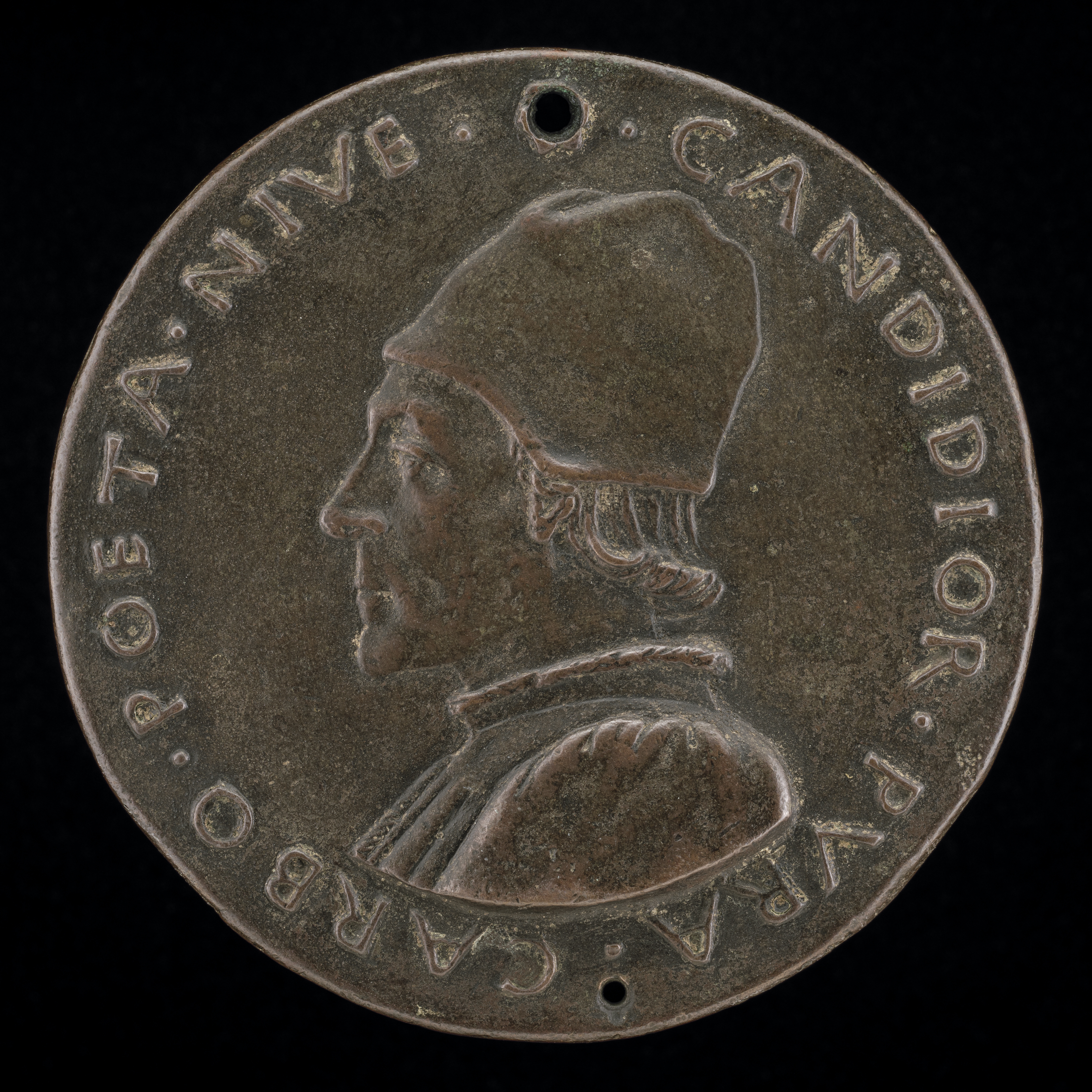
Sperandio Savvelli, medaglia con ritratto di Ludovico Carbone, (1462-1463)

Ludovico Carbone (in latino Carbonius o Carbonus; Cremona, 1º maggio 1430 – Ferrara, 6 febbraio 1485) è stato un poeta, oratore e traduttore italiano.

## Biografia
Nacque probabilmente a Cremona nel 1430, in una famiglia non agiata di mercanti presso cui visse un'infanzia da lui stesso descritta come povera.

### L'attività letteraria
Nel 1469 in occasione della visita di Federico III a Ferrara, Carbone gli dedicò una composizione di saluto solenne, che si aggiunse alle precedenti duecento orazioni e diecimila versi. Con l'introduzione della stampa in Italia aumentò la sua attività e la diffusione delle sue opere: nel 1471 curò l'editio princeps delle Lettere di Plinio il Giovane, stampata a Venezia da Christoph Valdarfer, un commentario di Servio a Virgilio, le orazioni e lettere del cardinal Bessarione, tradotte in volgare da lui, e un'antologia di Cicerone.
Tradusse dal greco in volgare opere di arte militare di Onasandro e di Eliano. Il 25 aprile 1473 fu designato oratore ufficiale ed incaricato a porgere il saluto ducale ai governi degli Stati attraversati da un solenne corteo di quattrocento persone, guidato da Sigismondo d'Este e partito da Ferrara. Il corteo attraversò Bologna, Firenze, Siena e Roma fino a Napoli per scortare Eleonora d'Aragona: Carbone fu preferito ad altri illustri letterati come Matteo Maria Boiardo o Niccolò da Correggio, i quali, peraltro, facevano parte del corteo.
In vecchiaia soffrì gravi difficoltà economiche, dovute alle ripercussioni finanziarie subite da Ferrara a causa della guerra contro Venezia. Risulta ancora impegnato nell'attività letteraria nell'ottobre del 1484. Morì il 6 febbraio 1485.